# Jules và Gédéon Naudet

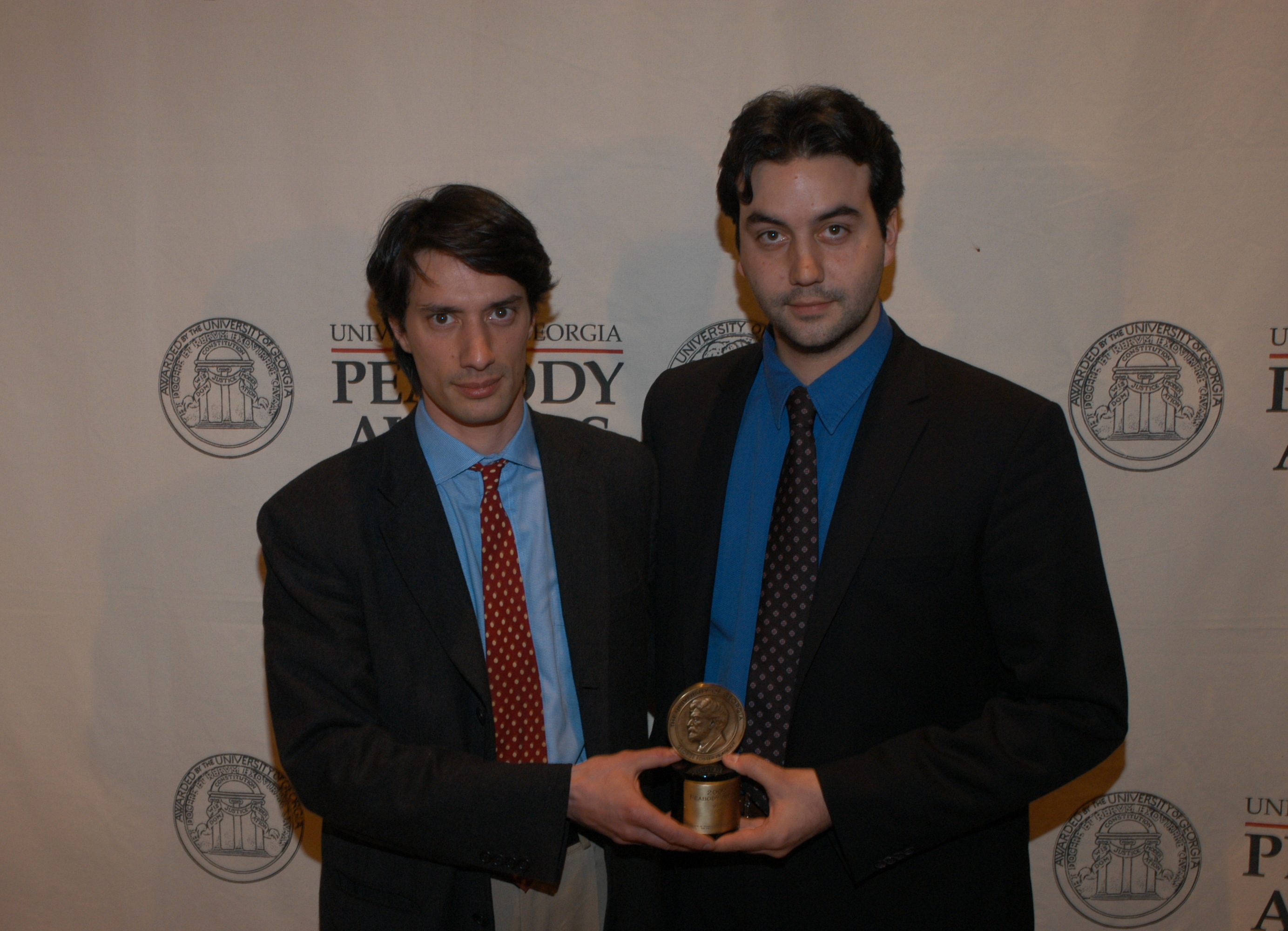
Gédéon Naudet và Jules Naudet chụp hình với giải thưởng Peabody của họ, tháng 5 năm 2003

Jules Clément Naudet (sinh ngày 26 tháng 4 năm 1973) và Thomas Gédéon Naudet (sinh ngày 27 tháng 3 năm 1970) là hai nhà làm phim người Mĩ gốc Pháp.
Hai anh em Naudet là công dân Mĩ từ năm 1989, và đã có mặt ở New York vào thời điểm xảy ra sự kiện 11 tháng 9 để quay một bộ phim tài liệu về Động cơ số 7, Cầu thang 1 của trạm cứu hỏa ở Hạ Manhattan. Jules ghi nhận được hình ảnh rõ nét duy nhất của chiếc máy bay thứ nhất,chuyến bay American Airlines 11, đâm vào tòa nhà phía Bắc của Trung tâm Thương mại Thế giới. Những gì họ ghi nhận được trong năm 2001 trở thành bộ phim tài liệu được công bố vào năm 2002, 9/11. Chiếc may quay mà Jules sử dụng trong khoảnh khắc đó hiện đang đuọc trưng bày tại Bảo tàng Lịch sử quốc gia Mỹ ở Washington D.C.

## Tiểu sử

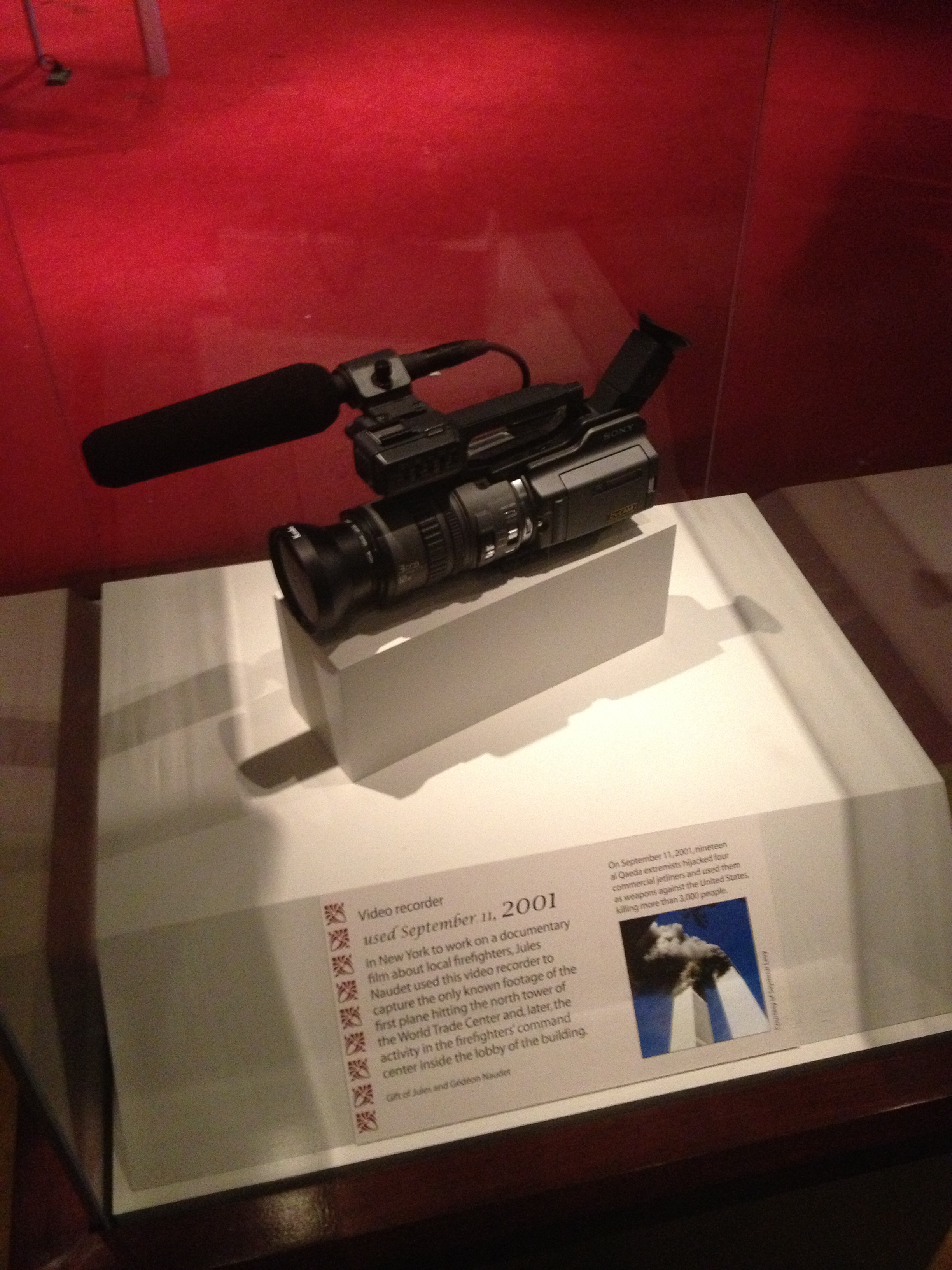
Chiếc máy quay mà Jules Naudet đã sử dụng để ghi lại cảnh máy bay đâm vào tòa nah2 phía Bắc, Trung tâm Thương mại Thế giới.

Jules và Gédéon Naudet chuyển tới New York với cha mẹ khi họ còn là thiếu niên. Cả hai tốt nghiệp ở Tisch School of the Arts thuộc Đại học New York (NYU) năm 1995. Những năm đầu ở NYU, anh em họ cùng sử dụng một thẻ căn cước duy nhất. Vì vạy họ gian lận được một nửa học phí. Anh em nhà Naudet chính thức trở thành công dân Mĩ từ năm 1999.
Gédéon và Jules ra mắt bộ phim đầu tay, Hope, Gloves and Redemption vào năm 2000, nội dung xoay quanh những tay đấm bốc trẻ ở Bronx và East Harlem.  Bộ phim cũng dựa trên những số liệu của giải đấu Golden Gloves năm 1998 của New York Daily News.
Jules Naudet đã kết hôn với Jacqueline Longa và có hai người con.

## 9/11
Anh em nhà Naudet đã đang trong quá trình thực hiện một bộ phim tài liệu về lính cứu hỏa New York, dựa trên chia sẻ của Antonio "Tony" Benetatos, một lính cứu hỏa mới vào nghề, về kinh nghiệm làm việc của anh ấy tại New York City Fire Department (FDNY).
Vào buổi sáng 11/9, Jules đi cùng vài người lính cứu hỏa để điều tra những báo cáo liên quan tới rò rỉ khí gas ở Hạ Manhttan, trong khi Gédéon ở lại trung tâm chữa cháy để quay phim với Benetatos. Trên đường đến Hạ Manhttan, Jules và các nhân viên chữa cháy đã dừng lại ở góc đường Lispenard and Church Streets khi chiến máy bay American Airlines 11 gầm rú sát trên đầu họ. Jules ghi lại dư chấn của máy bay khi nó đâm trực diện vào tòa nhà phía Bắc.
Jules đi với tiểu sử vào Tháp phía Bắc như họ phản ứng đến vụ việc. Ông vào sảnh của Tháp phía Bắc với tiểu sử và quay lửa trưởng như họ thiết lập một trung tâm chỉ huy và gửi nhân viên cứu hỏa lên cầu thang. Trong khi ở bên trong, Jules quay sơ tán dân thường và các nhân viên cứu hỏa phản ứng đến các sự kiện tiếp theo, bao gồm cả những thứ hai máy bay đánh trúng Tháp phía Nam, các mảnh vụn và "nhảy" rơi xuống từ tầng trên, và truyền thông tắc nghẽn. Khi Tháp phía Nam bắt đầu sụp đổ, ông đã trú ẩn với tiểu Đoàn Trưởng 1 Joseph Pfeifer và số còn lại cứu hỏa, sử dụng máy ảnh của mình là chóa để giúp họ thu thập những người bị thương, bị mất, và đã chết vì họ sơ tán tòa nhà phía Bắc. Hắn đã theo các nhân viên cứu hỏa khi họ đi về hướng bắc, và cố gắng để thiết lập một chỉ huy.
Trong khi đó, Gédéon quay Benetatos (bây giờ, chỉ có lính cứu hỏa còn lại trong các trạm cứu hỏa) tham gia cuộc gọi từ phòng khác, nhưng cuối cùng đã xuống đường ra khỏi lo lắng cho Jules. Ông đi một thời gian, quay phản ứng của người dân và những thiệt hại bởi các mảnh vụn bay, và để quản lý bộ phim các tác động của chiếc máy Bay 175 vào Tháp phía Nam. Nhận ra rằng ông không thể có được bất kỳ gần gũi hơn với vài bước, ông trở lại trạm cứu hỏa, nơi ông quay sự xuất hiện của các nhiệm vụ lính cứu hỏa. Ông bắt sự xuất hiện của nghỉ hưu tiểu Đoàn 1 Trưởng Larry Byrnes, nhưng đã không thể làm theo anh ta và Benetatos như họ để lại cho các MÁI. Gédéon quay trở lại những phản ứng của người dân như Tháp phía Nam sụp đổ trước khi trở về trạm cứu hỏa và tham gia một nhiệm vụ hỏa như họ đi ra ngoài để các khu vực thảm họa. Không thể để thực hiện theo các nhân viên cứu hỏa Tháp phía Bắc, ông vẫn còn trong khu vực và quay xung quanh mình.
Video của anh em nhà Naudets trở thành một trong số những ghi nhận tiêu biểu nhất về vụ tấn công ngày 11/9 ở New York. Bộ phim của họ là một trong số hai nguồn tư liệu video duy nhất ghi lại cảnh máy bay 11 đâm vào Trung tâm Thương mại Thế giới, nguồn còn lại thuộc về Pavel Hlava (một người lao động nhập cư từ Cộng hòa Séc); thêm vào đó, một chuỗi ảnh của Wolfgang Staehle cũng cho thấy sự di chuyển và tác động của máy bay 11.

## Những dự án sau ngày 11/9
In 2004 came news of a new film project, Seamus, a "coming-of-age" story, with screenplay by the brothers and their 9/11 partner, James Hanlon.
The brothers' latest film project was a documentary entitled In God's Name, exploring current events through the thoughts of 12 spiritual leaders:
- Rowan Williams, Archbishop of Canterbury, head of the Anglican Communion
- Pope Benedict XVI, head of the Roman Catholic Church
- Mata Amritanandamayi, Hindu holy figure
- Yona Metzger, Ashkenazi Chief Rabbi of Israel
- Ayatollah Mohammad Hussein Fadlallah, prominent Shi’ite Muslim leader
- The Dalai Lama, head of Lama (Tibetan) Buddhism
- Kitashirakawa Michihisa, High Priest of the Shinto Grand Shrine of Ise
- Alexy II, Patriarch of Moscow and head of the Russian Orthodox Church
- Bishop Mark Hanson, Presiding Bishop of the Evangelical Lutheran Church in America and then President of the Lutheran World Federation
- Frank Page, then President of the Southern Baptist Convention
- Muhammad Sayyid Tantawy, Imam of Al-Azhar Mosque and president of Al-Azhar University and a prominent Sunni Muslim leader
- Joginder Singh Vedanti, Jathedar of the Akal Takht, the Sikhs' highest authority

Nó được phát sóng lần đầu ở Hoa Kỳ vào ngày 23 tháng 12 năm 2007.
1. Cuốn sách phát hành song song với bộ phim, In God's Name: Wisdom from the World's Great Spiritual Leaders, được xuất bản vào tháng 3 năm 2008 bởi National Geographic Books.

Phỏng vấn 20 đầu bếp sống tại Nhà trắng và hai Tổng thống Mĩ, Jimmy Carter và George H. W. Bush, bộ phim tài liệu mới nhất The Presidents' Gatekeepers được phát sóng trên kênh Discovery Channel vào ngày 11 tháng 9 năm 2013.

## The Spymasters
Anh em Naulet, cùng Chris Whipple, đã sản xuất và đạo diễn The Spymasters: CIA In the Crosshairs, bao gồm những cuộc phỏng vấn với tất cả 12 (đương thời và cựu) Giám đốc của Cục sở hữu trí tuệ trung ương. Nó được lên sóng lần đầu trên Showtime (Hoa Kỳ) vào ngày 28 tháng 11 năm 2015